# Сотовое окно

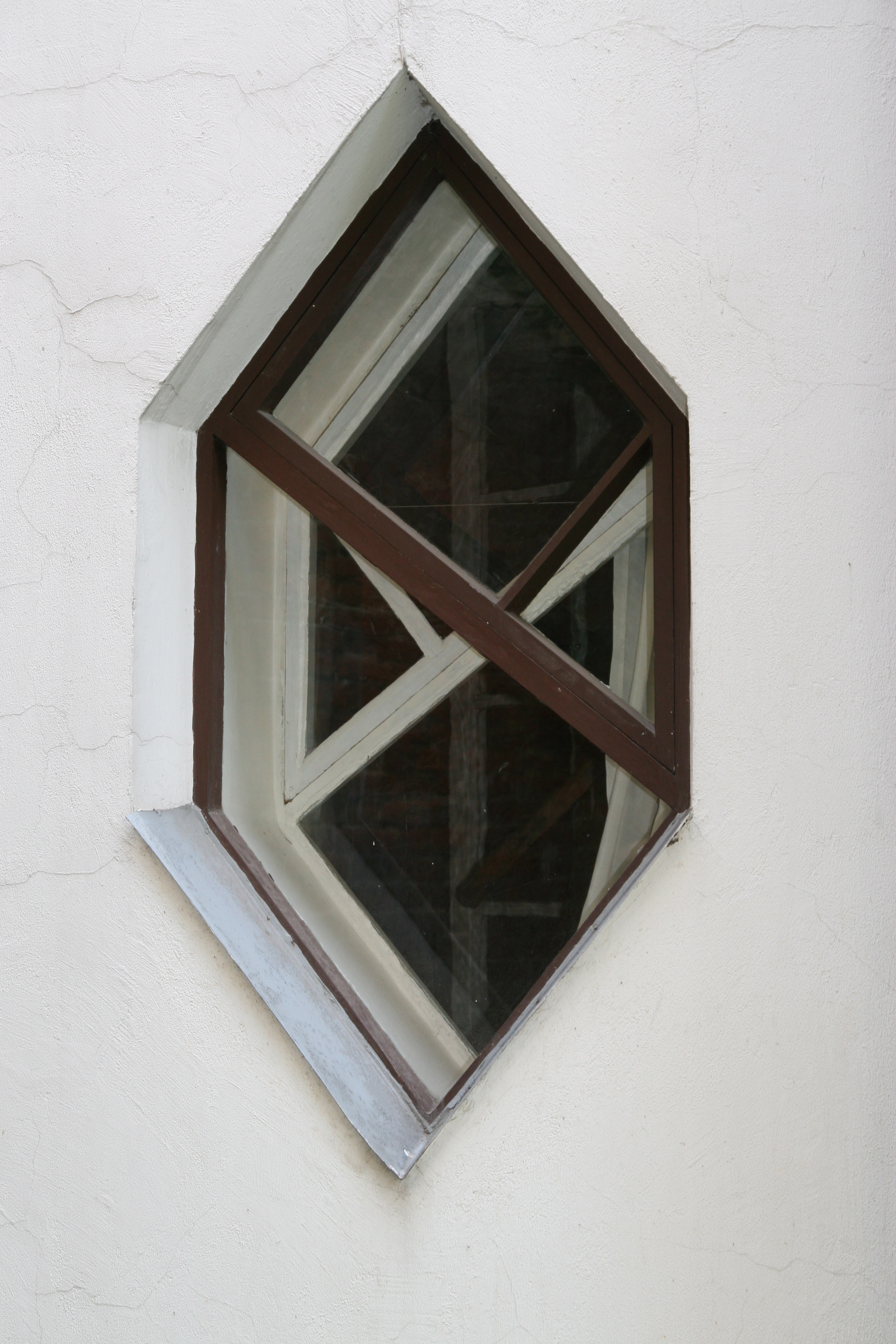
Вертикально ориентированное шестиугольное окно с диагональными импостами в первом этаже северного цилиндра дома Мельникова

Шестиугольное окно (также «мельниковское», гексагональное, сотовое окно) — фигурное окно в форме шестиугольника, напоминающее пчелиную соту или элемент кристаллической решётки графита. Может быть вертикально или горизонтально ориентированным, обладать правильной или вытянутой формой, иметь разделитель (импост) или обходиться без него, быть распашным или глухим. Обычно сотовое окно используется в качестве чердачного или дополнительного декоративного в жилых помещениях, однако может быть и основным архитектурным элементом, обеспечивающим естественное освещение здания (см. дом Мельникова).

## История
Слуховые окна шестиугольной формы изредка использовались в деревянной и каменной усадебной архитектуре XVIII-XIX века в Северной Европе (см., например, кухню чайного домика в Потсдаме и дом Мустонена (1870) в Йоэнсуу (Финляндия)), однако широкую известность гексагональные оконные проёмы получили благодаря архитектору-конструктивисту Константину Мельникову, в доме-мастерской которого, построенном в 1929 году, установлено 124 гексагональных окна, являющихся главным источником света (потолочное освещение во многих комнатах не предусмотрено). Сотовые окна являются характерной чертой позднего скандинавского архитектурного функционализма 1940—1960-х годов и представляют собой своеобразный синтез традиции и модернизма в архитектуре и используются до сих пор.
Шестиугольные сотовые окна использовались также в синагогальной архитектуре XX века, где, возможно, наделялись символическим статусом, например, в сотовые окна синагоги Доллис Хилл (1933) одно время были вписаны звёзды Давида. 
В контексте истории архитектуры шестиугольные окна сегодня также ассоциируются с «домом-сотами», концепцию которого предложил Ф. Л. Райт (ср. дом проф. Ханна в Пало-Альто), и предвосхищают идею органической архитектуры, рассматривающей природу как главный источник архитектурного воображения.

## Галерея

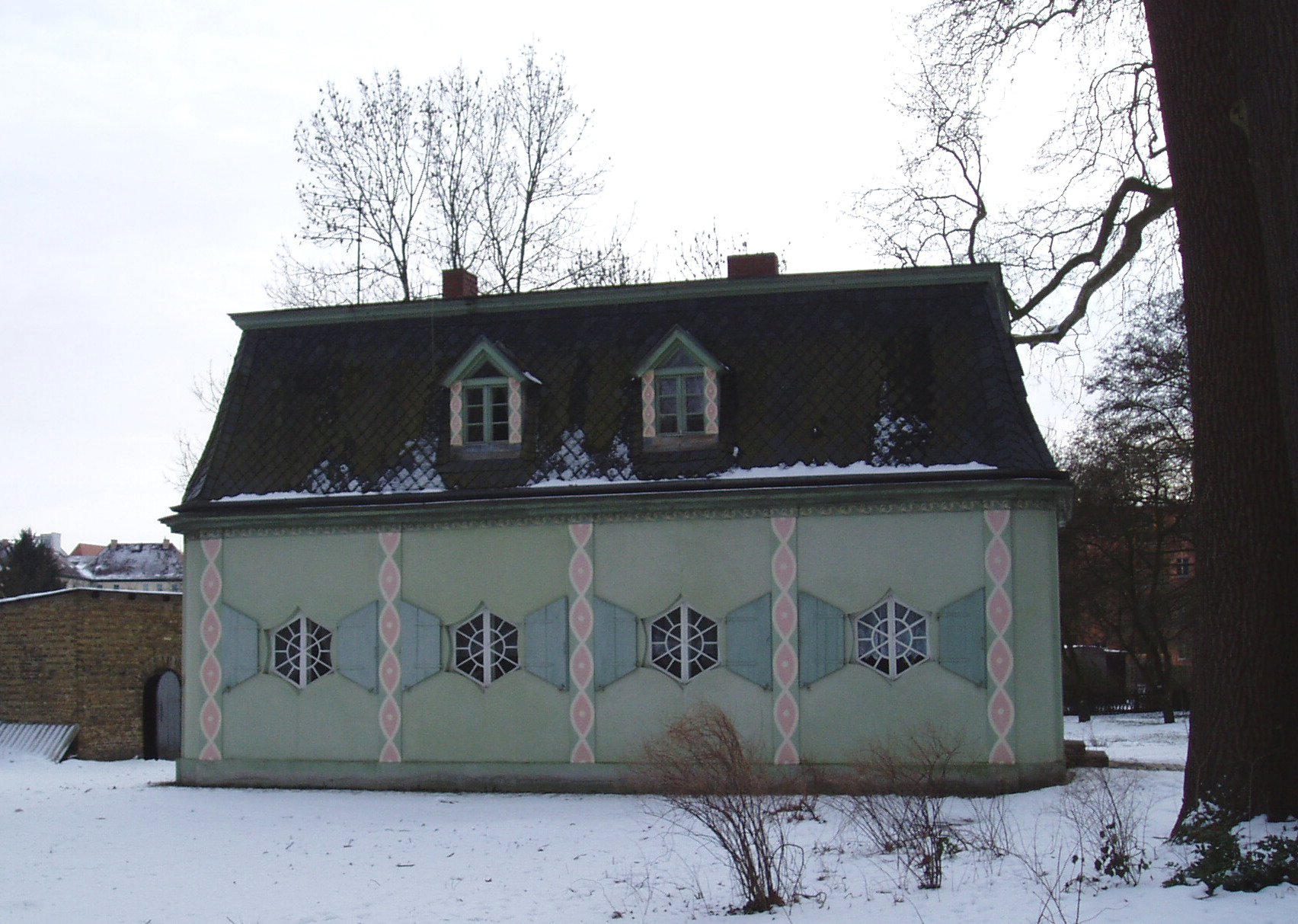
Кухня чайного домика в Сан-Суси (Потсдам)
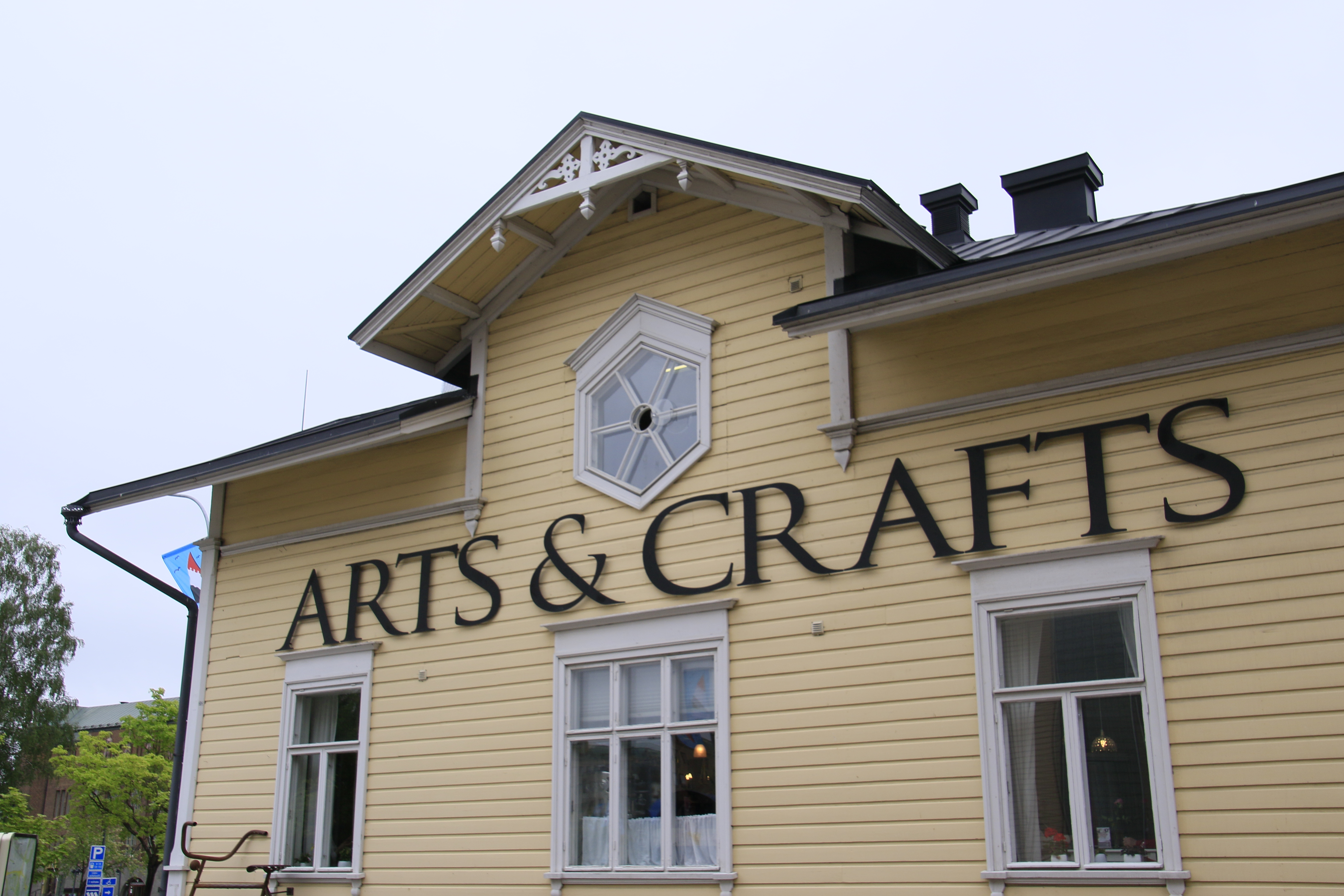
Шестиугольное окно в доме Мустонена (ремесленный квартал Йоэнсуу, 1870)
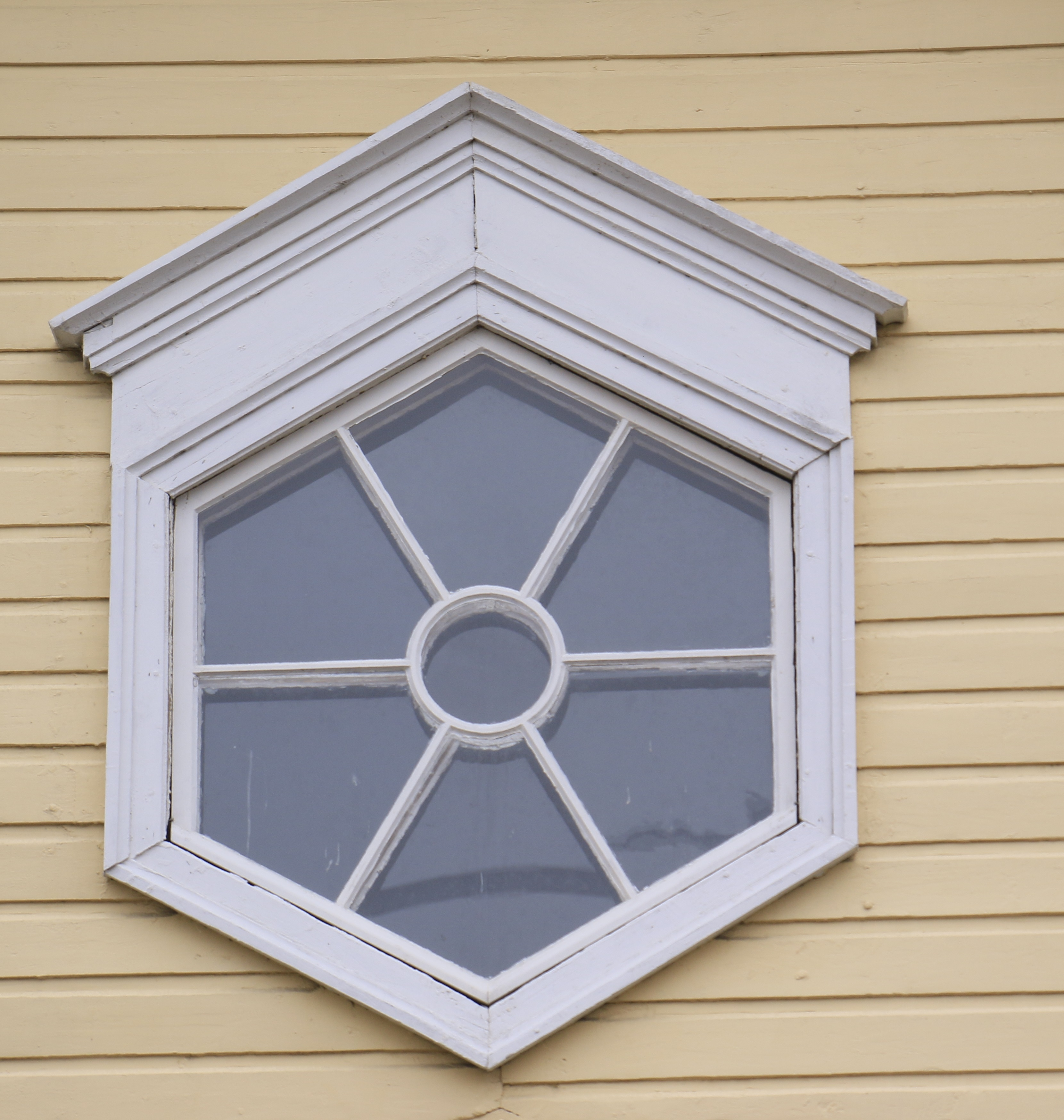
Шестиугольное окно в доме Мустонена (Йоэнсуу)
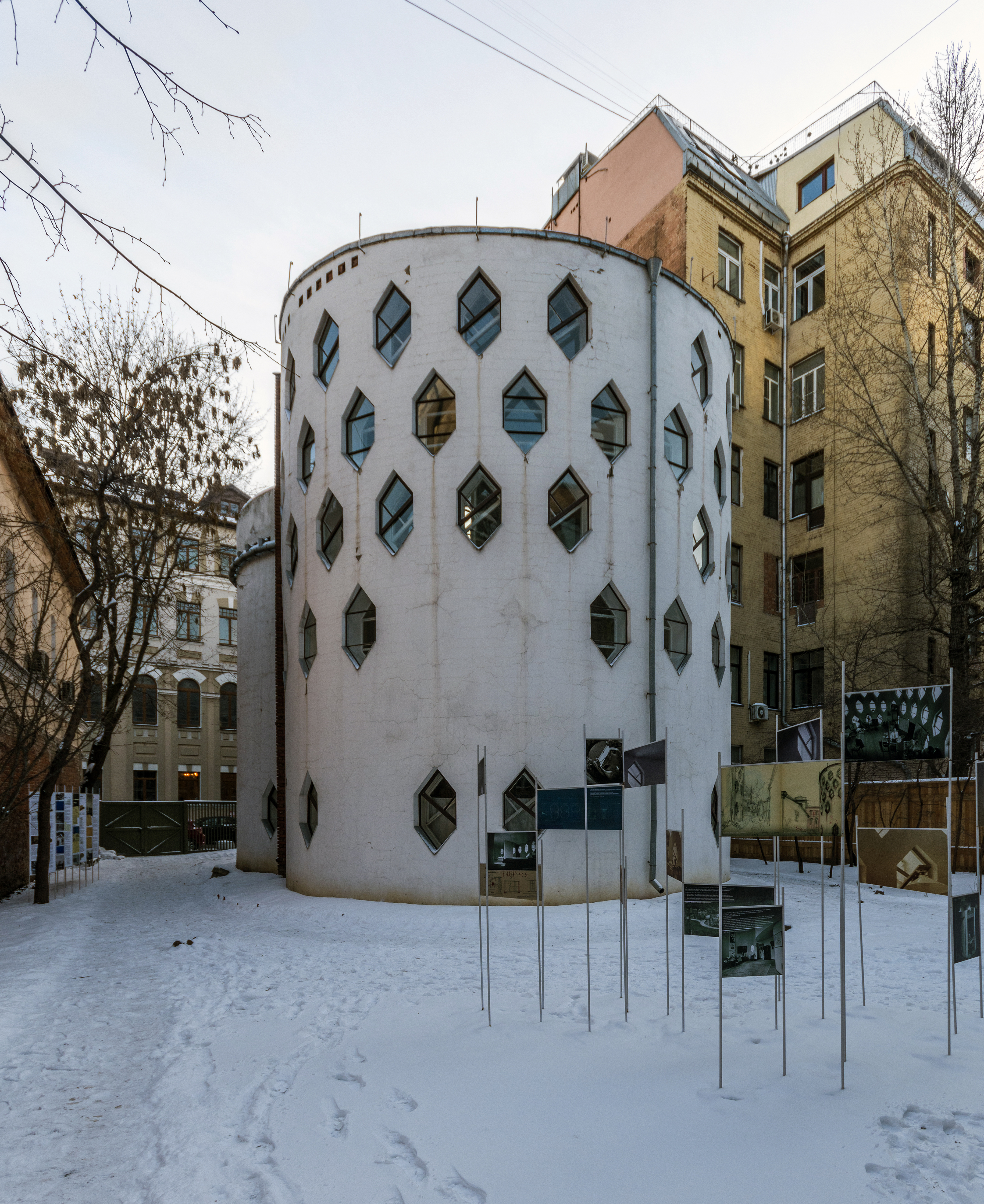
Вид дома Мельникова с разбросанными по стене сотовыми окнами
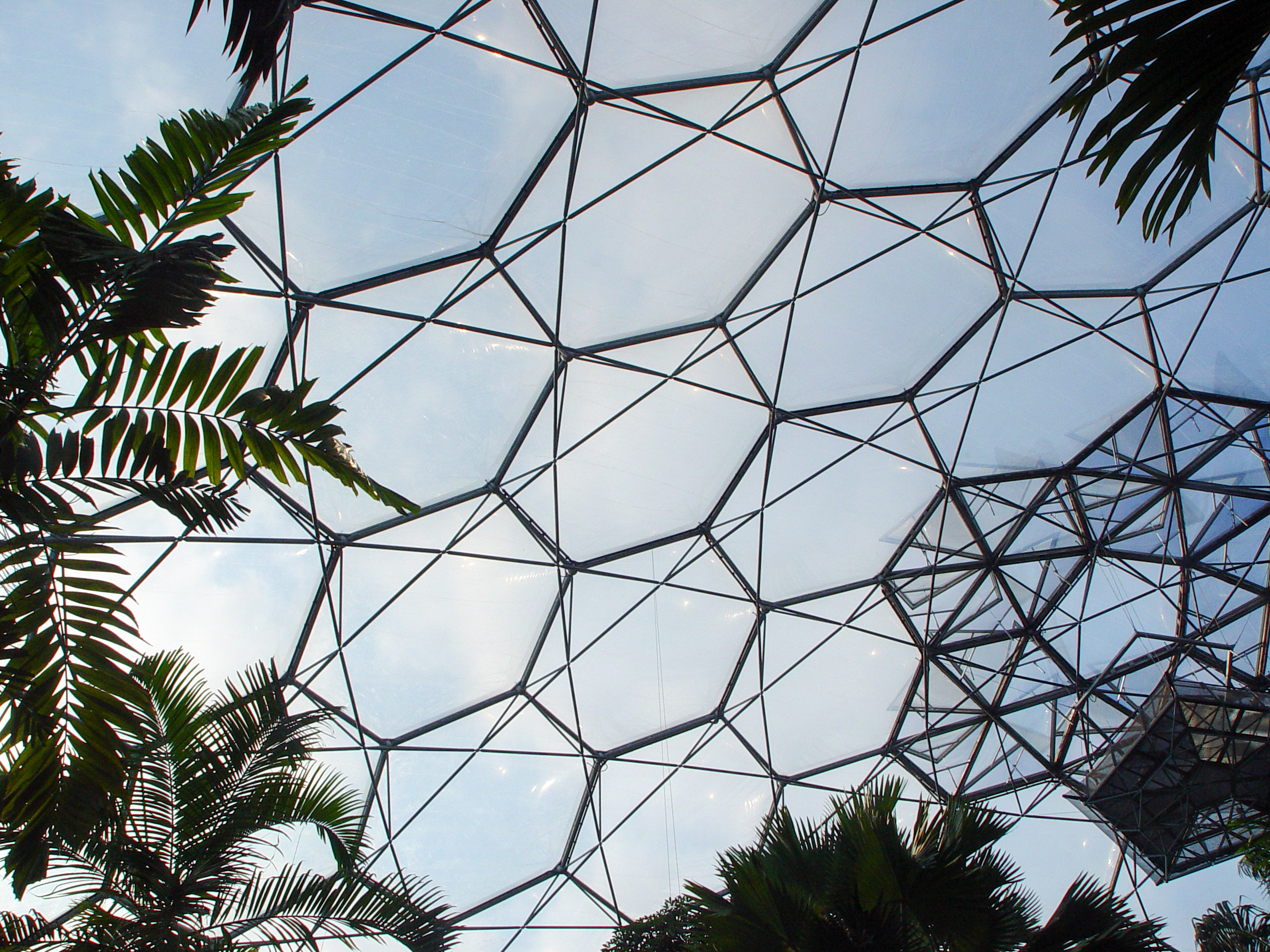
Шестиугольные панели из термопластика в проекте «Эдем»
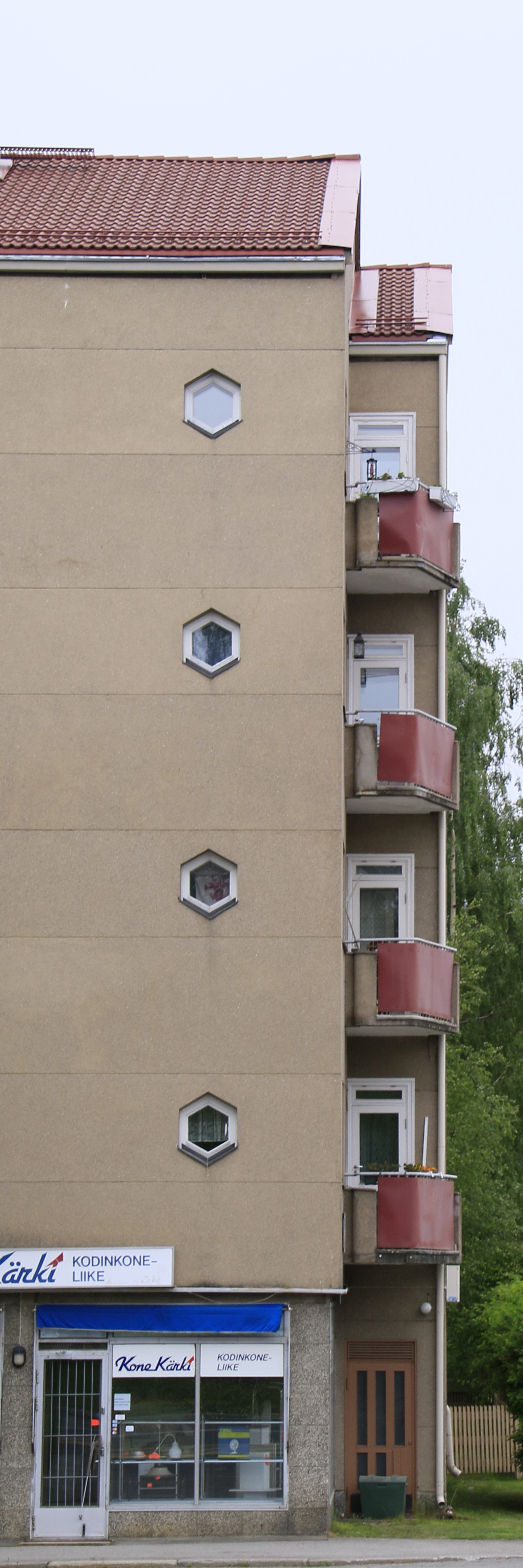
Вертикальный ряд шестиугольных окон в жилом доме 1950-х годов (Финляндия)
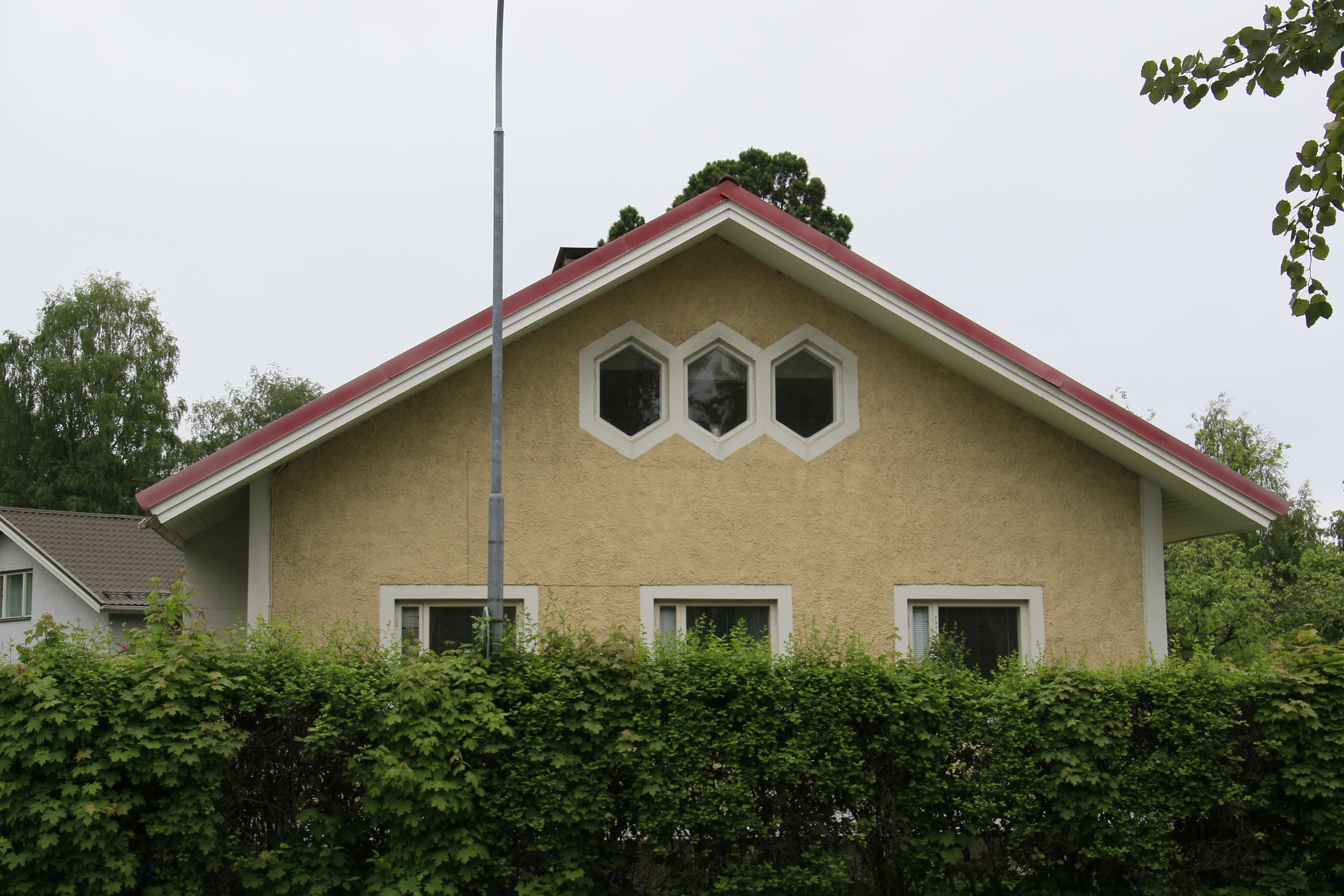
Строенное шестиугольное окно в частном доме (Финляндия, 1960-е гг.)
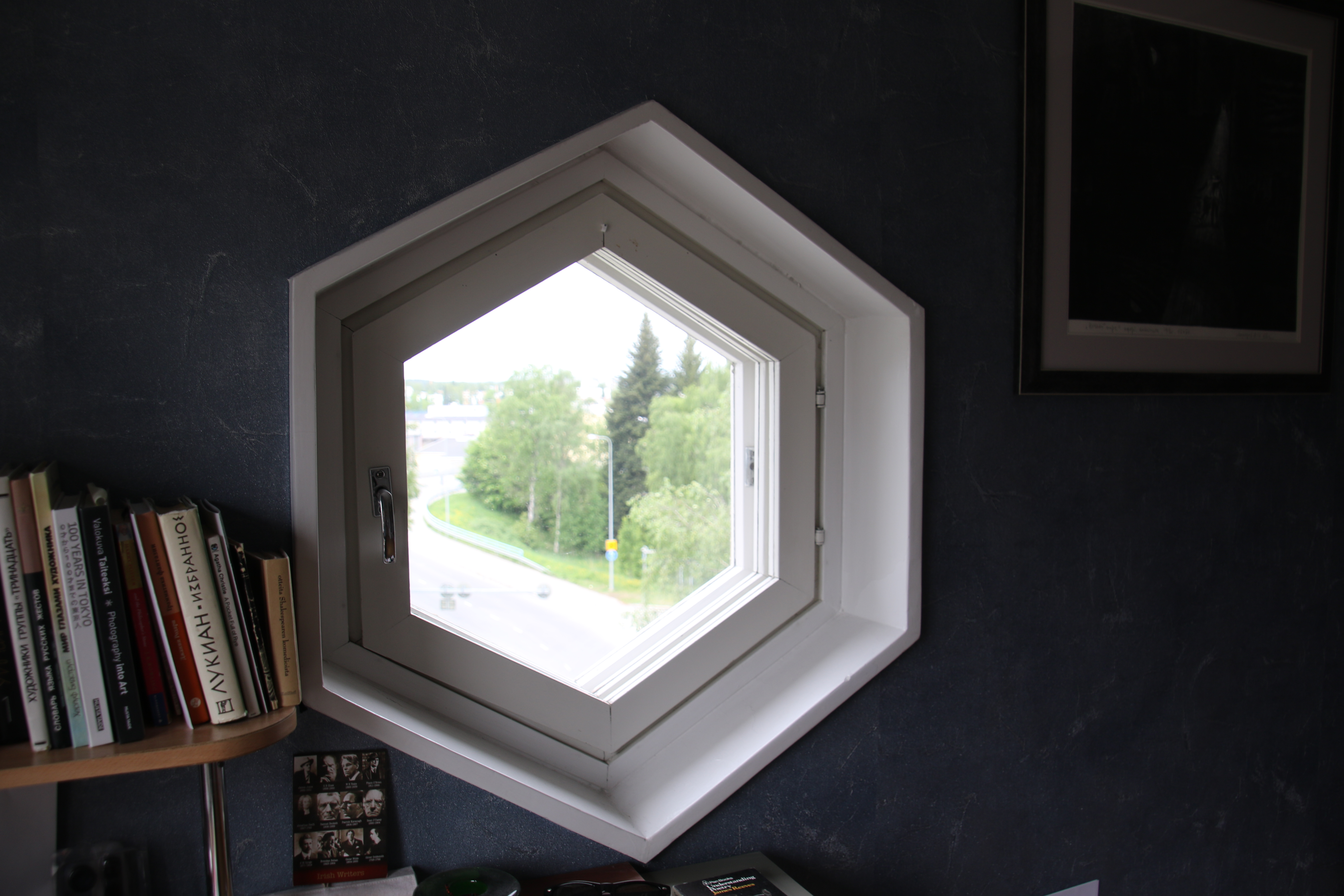
Шестиугольное окно (вид изнутри)
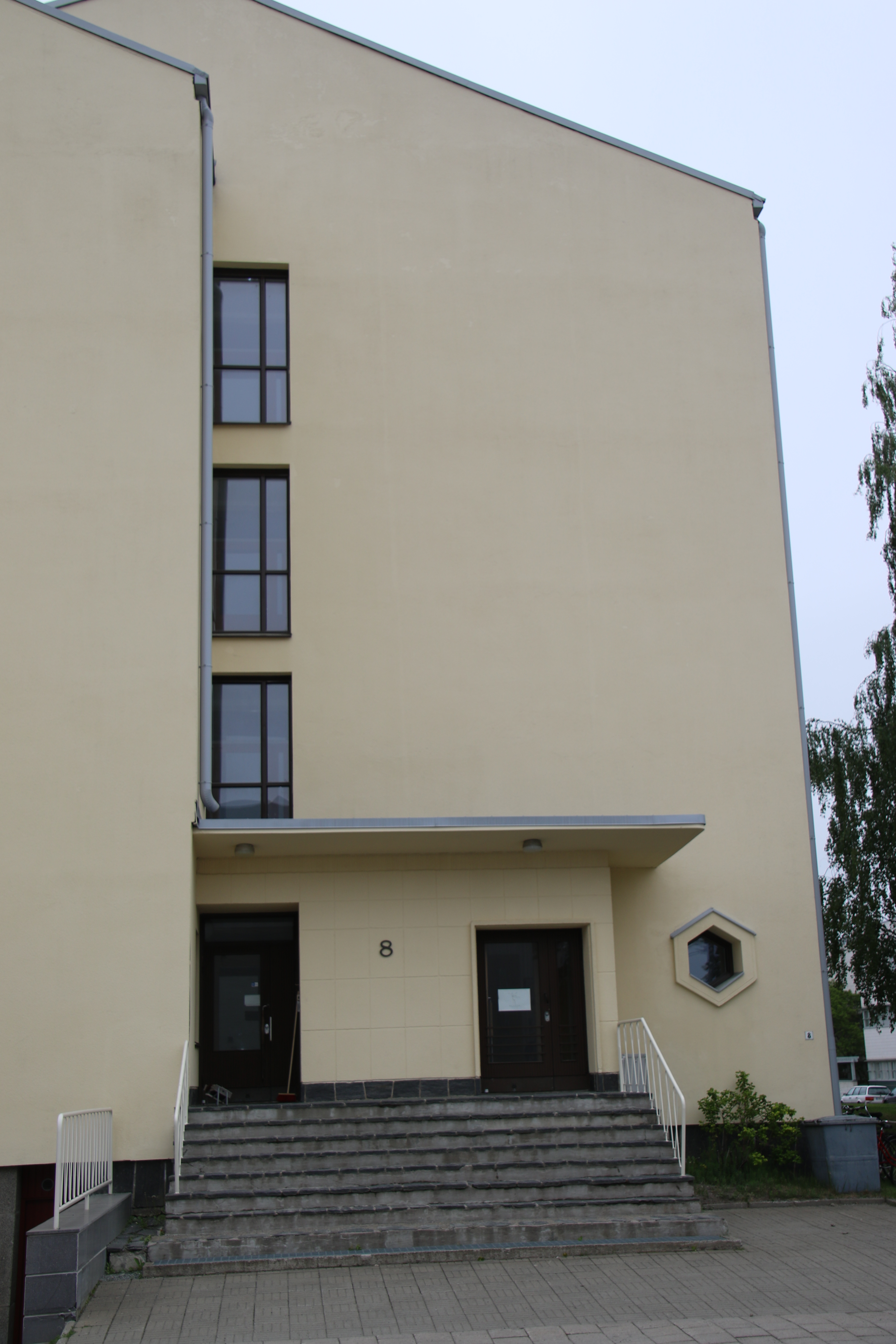
Шестиугольное окно на торцовой части здания в стиле финского функционализма (Йоэнсуу)